# Strada principale 16
La strada principale 16 è una delle strade principali della Svizzera.

## Percorso
La strada n. 16 è definita dai seguenti capisaldi d'itinerario: "(Costanza) - Tägerwilen - Märstetten - Wil - Wattwil - Wildhaus - Buchs - (Feldkirch)".